# Coptopsylla macrophthalma
Coptopsylla macrophthalma är en loppart som beskrevs av Ioff 1950. Coptopsylla macrophthalma ingår i släktet Coptopsylla och familjen Coptopsyllidae. Inga underarter finns listade i Catalogue of Life.